# TEDi
Tedi (propia ortografía TEDi, anteriormente T € Di) es un minorista alemán no alimentario con alrededor de 3000 (a partir de junio de 2023) sucursales en 15 países europeos: Alemania, Austria, Bélgica, Bulgaria, Croacia, Eslovaquia, Eslovenia, España, Francia, Hungría, Italia, Polonia, Portugal, República Checa y Rumania. El surtido contiene bienes de consumo e insumos para uso diario. Además de artículos para el hogar, fiestas, bricolaje y electricidad, también incluye artículos de escritura y juguetes, así como productos farmacéuticos y cosméticos. También hay artículos de temporada. Dependiendo de la ubicación y el tamaño, se ofrecen hasta 11,000 productos diferentes en las sucursales. Tanto en el rango a largo plazo como en los artículos de tendencia uno encuentra cada vez más productos de marca.
Tedi fue lanzado por Tengelmann Group con la idea de ofrecer el concepto de tiendas de un dólar en Alemania también. La compañía fue fundada como una rama de la filial textil Tengelmann KiK. Tengelmann tiene como accionista minoritario el 30 por ciento de las acciones.

## Historia de la compañía

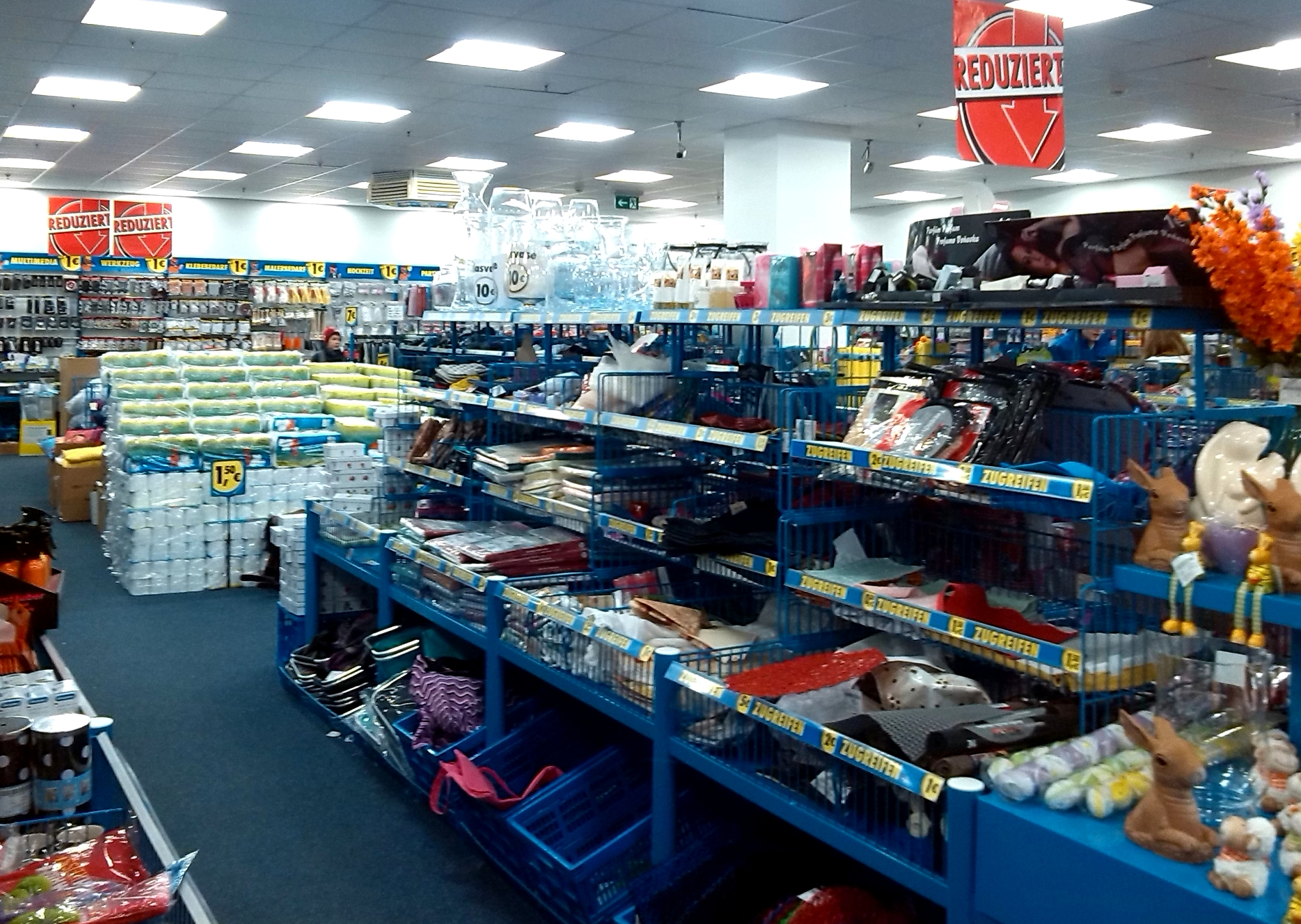
La sala de ventas de una sucursal TEDi

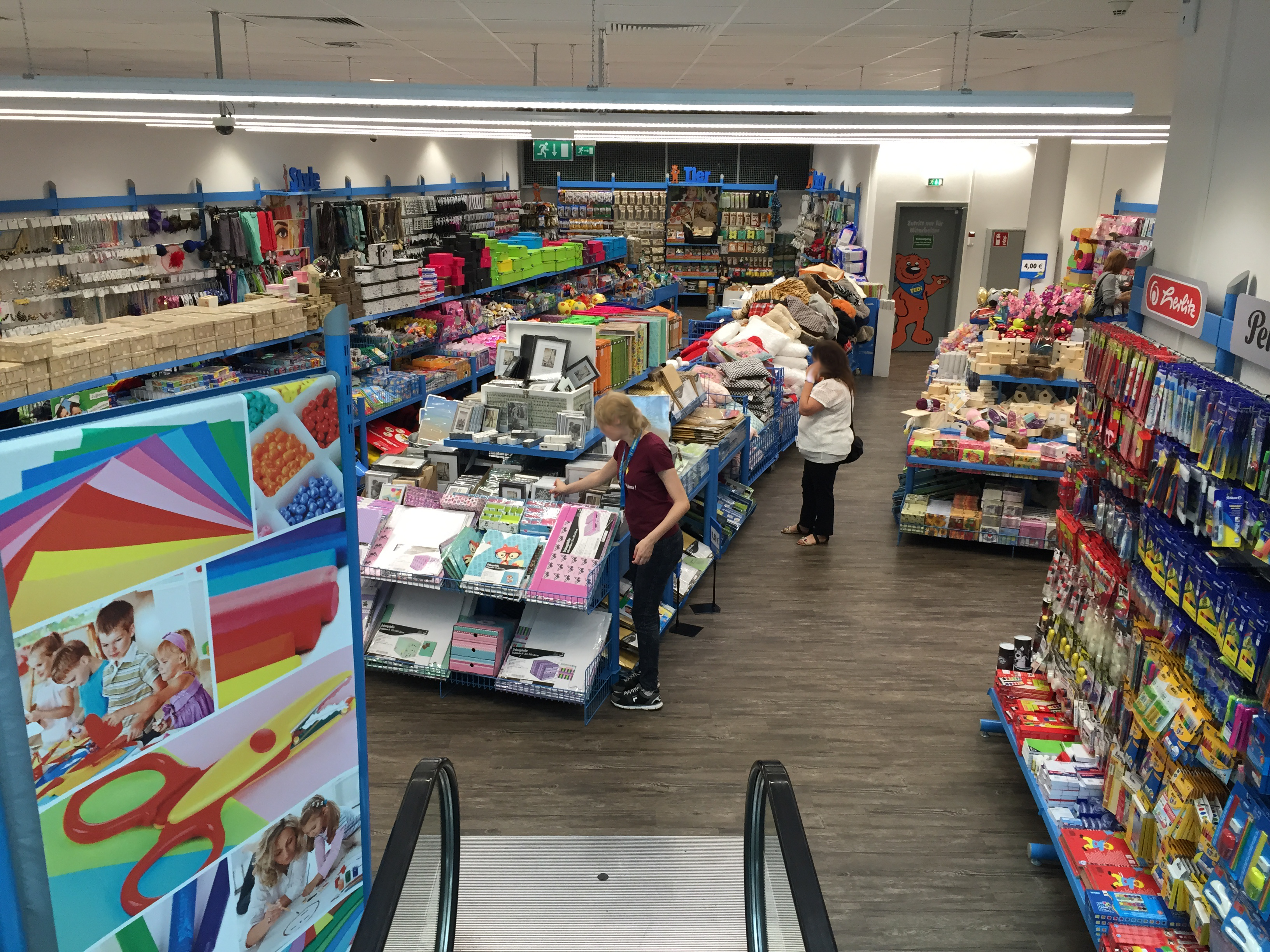
Filial TEDi según el nuevo concepto de filial.

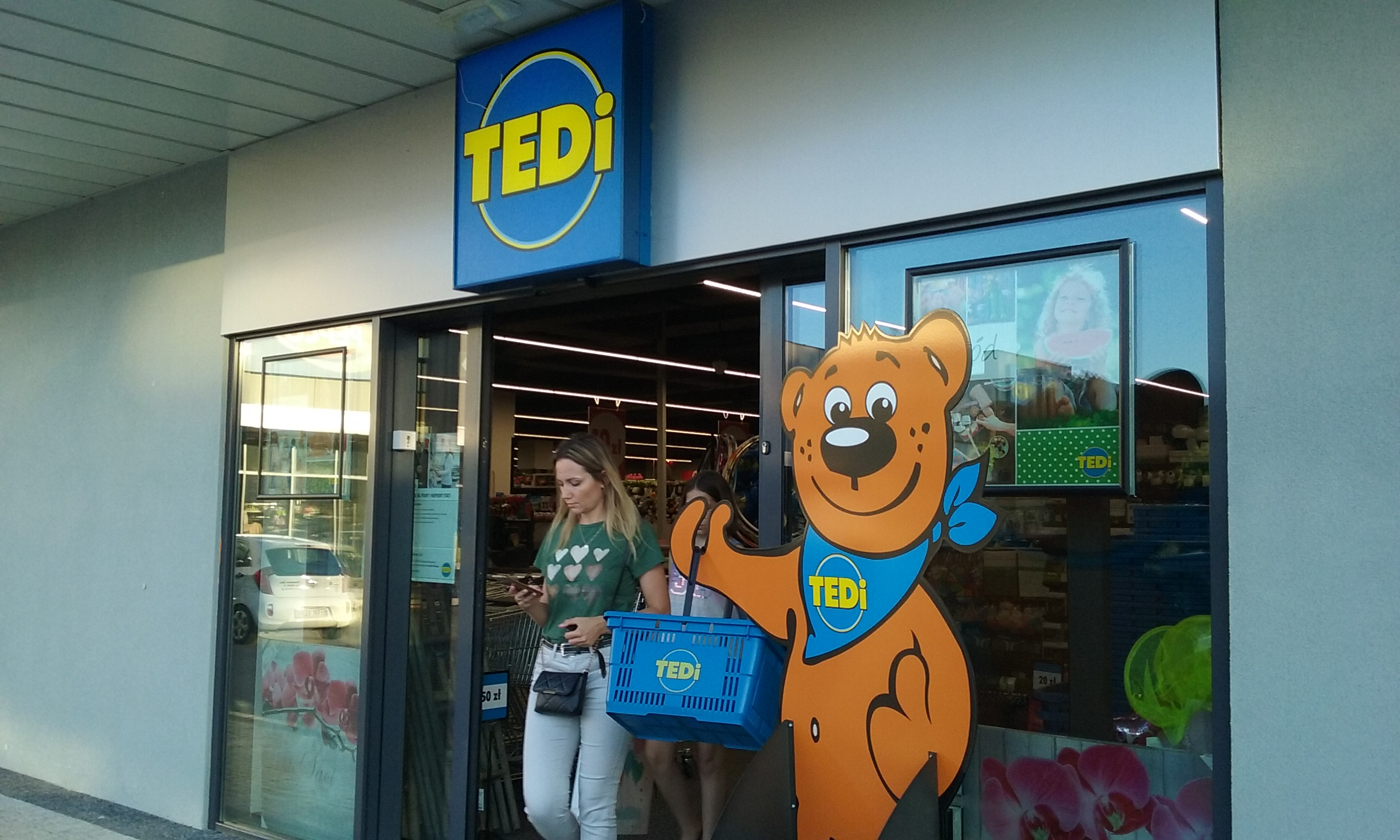
Entrada a la tienda TEDi en Tomaszów Mazowiecki, Polonia

Tedi abrió su primera sucursal en Hagen en agosto de 2003. El 25 de septiembre de 2004 TEDi GmbH & Co. KG se registró en el registro comercial. Como resultado, la compañía hizo todos los esfuerzos posibles para abrir tantas sucursales lo más rápido posible.
Tres años más tarde, en mayo de 2007, se abrió la sucursal número 500. En mayo de 2010, abrió la tienda número 1000 de TEDi en East Frisian Moordorf. Originalmente, más de 200 sucursales se iban a abrir cada año, pero mientras tanto, la compañía afirma realizar 300 nuevas aperturas al año en toda Europa, con el objetivo de 2000 sucursales. El número de sucursales actualmente es de alrededor de 1.700 (a partir de noviembre de 2017). Por lo tanto, la compañía afirma ser el líder del mercado en tiendas de descuento no alimentarias.
El 2 de mayo de 2011, la compañía se expandió a Austria con una sucursal en Graz. Más seguido. El 6 de junio de 2012, Tedi se expandió a Eslovenia con una sucursal en Murska Sobota, prometiendo entre 12 y 15 nuevas tiendas cada año. Con Eslovaquia (2013), España (2015), Croacia (2017), Italia (2018), Polonia (2018), República Checa (2020), Hungría (2021), Rumanía (2021), Portugal (2022), Bulgaria (2023), Francia (2023) y Bélgica (2023), la compañía continúa su expansión en Europa.
Desde 2013, se ha seguido un nuevo concepto de sucursal, con el cual se está modernizando la red de sucursales en todo el país. Entre otras cosas, las sucursales contarán con un revestimiento de piso con aspecto de madera, iluminación LED en el techo y elementos de estantería más claros. Más de la mitad de todas las tiendas ya se han adaptado al nuevo concepto a mediados de 2017. El logotipo ha sido cambiado para reemplazar el símbolo del euro € con un simple E. Desde 2013 TEDi también tiene una tienda en línea. En 2016, Tedi colocó alrededor de 50 tiendas en el mercado alemán de descuento bajo el lema "Mercado negro para todos" con la cadena Black.de bajo costo. El plan era tener 1,000 sucursales en todo el país. Un año después, la empresa matriz anunció el final de Black.de, la sucursal debería estar cerrada y "marcada". El 27 de diciembre de 2017, TEDi anunció la adquisición de 63 sucursales del minorista holandés Xenos en Alemania. El 27 de enero de 2018 esto entró en vigor. Por lo tanto, TEDi aumentó el número de sus ramas a aproximadamente 1,800. La conversión de las sucursales en sucursales TEDi tendrá lugar gradualmente dentro de los nueve meses, la transacción incluyó todos los contratos de trabajo existentes. Sucursales registradas en el buscador de sucursales: (desde el 13 de mayo de 2018) número del país.
| País            | Número |
| --------------- | ------ |
| Alemania        | 1838   |
| Austria         | 174    |
| Eslovenia       | 54     |
| Eslovaquia      | 61     |
| España          | 300    |
| Croacia         | 58     |
| Italia          | 81     |
| Polonia         | 154    |
| República Checa | 23     |
| Hungría         | 9      |
| Rumanía         | 16     |
| Portugal        | 6      |
| Bulgaria        | 11     |
| Francia         | 3      |
| Bélgica         | 3      |

## Sostenibilidad
Más de la mitad del surtido de papel de Tedi viene con un sello de calidad "FSC" o "Blue Angel". TEDi depende de las energías regenerativas para su suministro de energía. El 98 por ciento de las sucursales reciben energía verde certificada a partir de fuentes de energía renovables. Desde 2011, la oficina central y la logística en Dortmund también han estado recibiendo electricidad "verde", que se produce de manera neutral con respecto al CO2. En 2013, Tedi también construyó un sistema de autoconsumo fotovoltaico. Los aproximadamente dos campos de fútbol del gran sistema fotovoltaico están ubicados en dos techos de la sede central de la compañía en Dortmund y producen anualmente alrededor de 870,000 kilovatios-hora. Con la energía de producción propia, el minorista también opera sus dos camiones eléctricos. Los camiones de 12 toneladas, respetuosos con el medio ambiente y silenciosos, se entregan a los mercados de TEDi en Renania del Norte-Westfalia. En marzo de 2016, Tedi sacó bolsas de plástico de la cocina y las reemplazó con bolsas hechas de tela o material reciclado. Además, desde 2007, Tedi ha estado apoyando la ayuda y la esperanza de la fundación benéfica, que inicia proyectos sociales para ayudar a los niños necesitados.

## Patrocinio
Al comienzo de la temporada de fútbol 2017/2018, Tedi se convirtió en el nuevo patrocinador de manga del equipo de primera división Hertha BSC. Para la compañía, esta fue su primera participación en el patrocinio de fútbol. TEDi también patrocinó VfL Osnabrück y BVB Dortmund. Para la temporada de fútbol 2018/2019, TEDi ha anunciado que actuará como patrocinador principal del Hertha BSC. El objetivo del patrocinio es aumentar la reputación nacional de la empresa. Este es también el propósito de la publicidad televisiva, que la compañía lanzó por primera vez en octubre de 2017.

## La crítica
Ver.di criticó en octubre de 2011 el bajo salario de los empleados. Por ejemplo, el personal autodidacta con un título IHK solo debería recibir un salario bruto de 7 euros por hora. Otra crítica es la calidad de los artículos en su mayoría importados de China. Las quejas frecuentes del Sistema de Intercambio Rápido de Información de la UE (RAPEX) con respecto a ingredientes dañinos (por ejemplo, ftalatos), especialmente en juguetes, son el resultado, por ejemplo, en marzo de 2009 de un conjunto de 3 figuras de muñecas de plástico. Los precios de Tedi siempre están en la crítica. Aunque los precios sugieren desde 1 € un nivel de precio favorable. Pero ocasionalmente los artículos son mucho más baratos en otros vendedores.